# Liste des ambassadeurs d'Allemagne au Qatar
La liste des ambassadeurs Allemands au Qatar comprend les ambassadeurs de la République fédérale d'Allemagne au Qatar. L'ambassade est basée à Doha à Al Jazeera Al Arabiya Street 6, Freej Kulaib. L'ambassade représente la République fédérale d'Allemagne auprès de l'émirat du Qatar et façonne les relations germano-qataris.
| Nom de famille          | mandat      |
| ----------------------- | ----------- |
| Jürgen Hellner          | 1977-1981   |
| Théodore Mez            | 1981-1985   |
| Hans Lothaire Steppan   | 1986-1990   |
| Hartmut Scheer          | 1991-1994   |
| Klaus Schröder          | 1994-1997   |
| Walter Weinberg         | 1997-2000   |
| Rolf Meyer Olden        | 2000-2002   |
| Rainold Fricker         | 2002-2006   |
| Dirk Baumgartner        | 2006-2010   |
| Anne Herkès             | 2010-2012   |
| Angelika Storz-Chakarji | 2012-2015   |
| Hans-Udo Muzel          | 2015-2020   |
| Claudia Fischbach       | depuis 2020 |

## liens web
- Site de l'Ambassade d'Allemagne à Doha